# Romigny
Romigny es una comuna francesa situada en el departamento de Marne, en la región de Gran Este.

## Demografía
| 182 | 192 | 178 | 178 | 185 | 215 | 214 |
| Para los censos de 1962 a 1999 la población legal corresponde a la población sin duplicidades (Fuente: INSEE [Consultar]) |     |     |     |     |     |     |